# Rödförskjutningsförmodan
Inom matematiken, mer specifikt inom kromatisk homotopiteori, är rödförskjutningsförmodan en förmodan som ungefär säger att algebraiska K-teorin {\displaystyle K(R)} has kromatisk nivå ett högre än nivån av ett komplexorienterat ringspektrum R.